# Lac Nère (Barèges)
Pour les articles homonymes, voir Lac Nère.

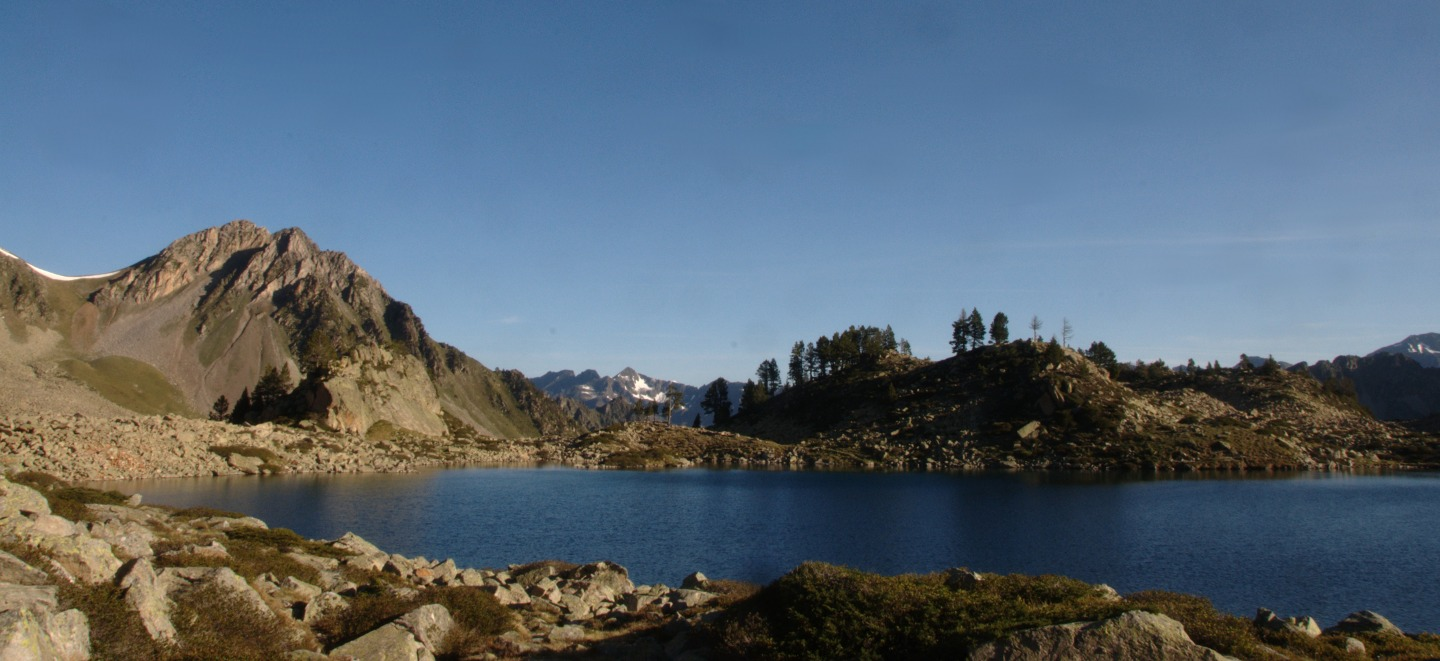
lac Nère et pic des Crampettes

Le lac Nère est un lac pyrénéen français situé administrativement dans la commune de Barèges dans le département des Hautes-Pyrénées en région  Occitanie.

## Toponymie
En occitan, nère  signifie noir .
Il ne doit pas être confondu avec les nombreux lac Nère ou lac Noir des Pyrénées, et notamment avec le lac Nère de la vallée du Marcadau.

## Géographie
Administrativement, il se trouve dans le territoire communal de Barèges, département des Hautes-Pyrénées, en région Occitanie.

### Topographie
| Pic des Crampettes (2 484 m) | Lac dets Coubous                                          |                            |
| Pic d'Astazou (2 622 m)      | lac Nère (Barèges)                                        | Crête de la Touatère       |
|                              | Pic de la Mourèle (2 679 m) Hourquette d'Aubert (2 498 m) | Pic dets Coubous (2 647 m) |

### Hydrographie
Le lac a pour émissaire le Ruisseau dets Coubous qui se jette dans le Bastan.

## Protection environnementale
Le lac fait partie d'une zone naturelle protégée, classée ZNIEFF de type 1 : Massif en rive gauche du Bastan et de type 2 : Vallées de Barèges et de Luz.

## Voies d'accès
Le lac Nère est accessible par un sentier de randonnée parallèle au GR10, entre le lac dets Coubous et le lac d'Aubert.